# Terrorismo nero
La locuzione terrorismo nero in Italia indica un tipo di eversione armata di ispirazione neofascista e nazional-rivoluzionaria e, più in generale, collegata a ideologie politiche di destra (e nella fattispecie di estrema destra).

## Storia
La nascita del terrorismo neofascista in Italia non coincide con una data specifica ma al contrario, per rintracciare la sua genesi, è forse più utile seguire la storia di tutti quei movimenti legati agli ambienti della cosiddetta destra radicale ed extraparlamentare che, nel corso degli anni, nacquero e si svilupparono al fianco o, addirittura, il più delle volte, in contrapposizione al Movimento Sociale Italiano. La forte recrudescenza della violenza politica tra la fine degli anni sessanta e gli inizi del decennio successivo, vide infatti la moltiplicazione a destra di gruppi armati eversivi con obiettivi, metodi e motivazioni tra loro differenti e talvolta anche contrapposti.
Negli anni '60 presero forma movimenti (in primo luogo Ordine Nuovo, Avanguardia Nazionale, Ordine Nero) che intesero perseguire l'obiettivo sovversivo attraverso uno strategico compromesso con i lati più oscuri del potere statale costituito, l'utilizzo di elementi appartenenti ai servizi segreti deviati e della massoneria e attuato spesso con la manovalanza di gruppi terroristici neofascisti o di membri della criminalità organizzata in quella che venne poi conosciuta come strategia della tensione: un disegno eversivo "basato principalmente su una serie preordinata e ben congegnata di atti terroristici, volti a creare in Italia uno stato di tensione e una paura diffusa nella popolazione, tali da far giustificare o addirittura auspicare svolte di tipo autoritario" o quantomeno a lanciare avvertimenti ai governi al fine di ottenere leggi speciali o di attuare colpi di stato in funzione di svolte dittatoriali anticomuniste. Questo con la complicità di apparati dello stato che seguivano la strategia degli opposti estremismi in funzione di conservazione del regime al governo.
Un disegno eversivo che venne attuato soprattutto attraverso dinamiche stragiste e il cui momento iniziale viene generalmente individuato nella strage di piazza Fontana del 12 dicembre 1969, raggiungendo poi il suo culmine con la strage di Bologna del 2 agosto 1980.
Accanto a queste organizzazioni sorse a destra, dalla metà degli anni '70, lo spontaneismo armato, gruppi essenzialmente
nazional-rivoluzionari, interessati ad abbattere il sistema e a sovvertire l'ordinamento democratico dello stato repubblicano per mezzo della lotta armata (su tutti i Nuclei Armati Rivoluzionari), ma anche a rispondere colpo su colpo, azione su azione, alla violenza dell'opposta parte politica.

## Organizzazioni

### Ordine nuovo
Una delle prime organizzazioni, in termini temporali, fu il movimento Ordine Nuovo, nato nel 1969 dalla scissione di una componente minoritaria del Centro Studi Ordine Nuovo, in opposizione al ricongiungimento della frangia guidata da Pino Rauti e composta dalla maggioranza dei dirigenti nelle file del Movimento Sociale Italiano dell'allora segretario Giorgio Almirante. Contrari al rientro in un partito considerato troppo asservito alla borghesia e all'imperialismo americano e guidati da Clemente Graziani (che ne diviene segretario nazionale), i militanti ordinovisti diedero quindi vita a Ordine Nuovo.
In stretto collegamento con Avanguardia Nazionale e con alcuni gruppi clandestini armati e funzionari di diversi ministeri, capeggiati dal principe nero Junio Valerio Borghese e raccolti sotto la sigla Fronte nazionale, gli ordinovisti parteciparono al progetto di un colpo di Stato, nella notte tra il 7 e l'8 dicembre 1970, a Roma. Per motivi mai chiariti fino in fondo, tuttavia, il tentativo di golpe durò soltanto alcune ore e venne interrotto prima che venisse raggiunto un vero e proprio stato insurrezionale.
Ad ON, nel corso del tempo, si legarono personaggi della destra radicale come Stefano Delle Chiaie, Giovanni Ventura, Franco Freda, Delfo Zorzi, Pierluigi Concutelli e Vincenzo Vinciguerra, indagati in seguito per atti di terrorismo.
L'attività del MPON, fino al suo scioglimento per decreto, emanato dall'allora ministro dell'Interno Emilio Taviani, il 21 novembre 1973, venne contraddistinta da una duplice direzione: la formazione ideologica dei suoi componenti secondo i principi della tradizione e allo scopo di creare una élite di «combattenti e di credenti» e l'attivismo militante attraverso la costituzione di una fitta rete di rapporti, sia in Italia che all'estero, «con altri gruppi di ispirazione eversiva e con i "corpi separati" dello Stato, fino al coinvolgimento in almeno un tentativo di colpo di Stato»
Quando il movimento Ordine Nuovo venne ritenuto illegale e messo fuori legge, molti suoi membri entrarono in clandestinità. Già cinque mesi prima di quella data, 42 ordinovisti subirono a Roma un processo per violazione degli articoli sulla ricostituzione del Partito fascista, conclusosi con condanne che variarono dai cinque anni ai sei mesi di reclusione. Allo scioglimento del movimento, seguì poi un ulteriore processo terminato, a Roma, il 24 gennaio del 1978, con 113 assoluzioni ed il rinvio a giudizio di 19 imputati, quasi tutti però latitanti.
Titolare di quelle inchieste che portarono alla sbarra gran parte di quel movimento fu il sostituto procuratore di Roma Vittorio Occorsio che, per quel motivo, venne poi assassinato il 10 luglio 1976, sotto la sua abitazione al quartiere romano Trieste, da uno dei capi militari di Ordine Nuovo, Pierluigi Concutelli, che ne firmò personalmente la stessa rivendicazione:
(Concutelli da Io, l'uomo nero)

### Avanguardia nazionale
Altra sigla attiva nell'ambito dell'eversione armata di destra fu Avanguardia Nazionale. Fondato nel 1960 da Stefano Delle Chiaie, un giovane militante fuoriuscito dal Movimento Sociale Italiano e successivamente formatosi in Ordine Nuovo, Avanguardia venne sciolta formalmente nel 1976. Nell'arco temporale della sua esistenza AN «fu probabilmente la principale protagonista della violenza neofascista degli anni Sessanta. Il suo orientamento era fondamentalmente squadristico, brutale nelle parole nei fatti»
Fino alla metà degli anni settanta, assieme ad Ordine Nuovo, AN dominava lo scenario delle formazioni appartenenti all'area della destra radicale: una sorta di egemonia politica e militante che funzionò anche da filo rosso, da collegamento tra le prime organizzazioni post-fasciste formate dai reduci della RSI e lo spontaneismo armato degli anni settanta e ottanta. Ma, mentre la strategia di ON era centrata maggiormente sul piano dell'elaborazione politica e di diffusione ideologica, la dirigenza avanguardista operava più su un orizzonte attivista ed operativo e in azioni di indole terroristica. Entrambe le organizzazioni, comunque, svilupparono tra loro fitte relazioni di collaborazione con l'obiettivo comune di creare un movimento nazionale rivoluzionario atto a provocare l'abbattimento del sistema democratico e parlamentare con l'appoggio fattivo dei servizi segreti e di gruppi industriali italiani.
«Nel solo novembre 1968 il gruppo ha organizzato ben quattro attentati con bombe, tre contro scuole e uno contro l'Accademia nazionale delle guardie di Pubblica Sicurezza». Per questi attentati, nel 1977, furono dichiarati colpevoli e condannati gli avanguardisti Stefano Delle Chiaie, Saverio Ghiacci e Roberto Palotto, ciascuno a 3 anni di reclusione. Come venne riportato nella motivazione di quella sentenza: «Stefano Delle Chiaie e il suo gruppo, alla fine del 1968, erano smaniosi di agire e di farsi vivi in qualsiasi modo. Erano attivissimi sia nel campo degli intrighi e delle lotte propri mente politiche, sia nel settore che potrebbe definirsi genericamente attivistico.»
Nell'ambito dell'inchiesta sui gruppi della destra radicale, la questura di Roma, nel 1973, stimò che almeno 500 attivisti distribuiti in una trentina di città sparse per l'Italia facessero capo all'organizzazione, che a quel punto, con Delle Chiaie latitante, faceva riferimento come leader ad Adriano Tilgher: quindici pagine di accuse contro i componenti di AN per crimini e reati che vanno dall'incendio al tentativo di strage.
Il 5 giugno del 1976 il tribunale di Roma dichiarò Avanguardia Nazionale un movimento illegale e sentenziò la condanna di colpevolezza per ricostituzione del partito fascista e atti di violenza politica e terrorismo. Nei confronti dei 64 imputati alla sbarra, tra capi e dirigenti, il processo si concluse con 31 condanne (tra i cui Stefano Delle Chiaie, Adriano Tilgher, Roberto Agnellini, Cristiano De Eccher, Felice Genoese Zerbi, Mario Di Giovanni) e 33 assoluzioni, con pene inferiori a quelle richieste dal pubblico ministero. Riguardo alle fonti di finanziamento del movimento, la polizia riuscì solo a verificare la provenienza legale attraverso contributi degli aderenti. ln realtà, molti dei soldi, arrivavano con cadenza regolare anche da alcuni ambienti economici, a sostegno dei campi di addestramento o anche grazie al traffico d'armi.

### Ordine Nero
La messa in clandestinità di Ordine Nuovo venne seguita dalla nascita di altre sigle che iniziarono a popolare l'area dell'eversione neofascista e che diventarono poi oggetto di inchieste da parte della magistratura italiana.
Considerato come una diretta emanazione dei servizi segreti italiani. Con la sigla Ordine Nero vennero poi rivendicati una decina di attentati dinamitardi, avvenuti nel 1974 e per i quali vennero poi riconosciuti diretti colpevoli i milanesi Fabrizio Zani e Luciano Benardelli ed il toscano Augusto Cauchi.

### Lo spontaneismo armato: i NAR
Attivi dal 1977 fino al 1981, i Nuclei Armati Rivoluzionari (NAR), rappresentarono l'ala spontaneista dell'eversione armata di destra segnando un deciso punto di svolta e di rottura nei confronti dei loro predecessori (su tutti Ordine Nuovo e Avanguardia Nazionale) sia attraverso una diversa modalità nell'azione, che nella comunicazione delle stesse che, soprattutto, nel totale abbandono della contrapposizione frontale tra destra e sinistra tipica di chi li aveva preceduti e che, tradotta in violenza armata, portava le due diverse fazioni ad una radicalizzazione della lotta armata e a rispondere colpo su colpo, azione su azione all'altrui violenza, rivolgendosi verso esponenti dello Stato.
(Valerio Fioravanti da A mano armata di Giovanni Bianconi)
Contrariamente a tutti gli altri movimenti dell'eversione di destra di quell'epoca, i NAR oltre a recidere ben presto il cordone ombelicale con il loro partito di riferimento (il Movimento Sociale Italiano), seguendo l'esempio dei gruppi armati di sinistra, seppero perseguire una strada assolutamente differente rivolgendo apertamente le loro armi contro lo Stato colpendo appartenenti alle forze dell'ordine e magistrati: una singolarità che li rese un fenomeno assolutamente atipico nella vasta galassia del terrorismo italiano di destra.
Il loro nucleo originario, che all'inizio comprendeva essenzialmente i soli Valerio Fioravanti, suo fratello Cristiano, Francesca Mambro, Franco Anselmi ed Alessandro Alibrandi, nel corso del tempo si trasformò in una sorta di sigla aperta messa a disposizione dello spontaneismo armato che, per volere dei suoi stessi componenti originari, non si trasformò mai in una struttura rigida e gerarchicamente definita.
(Interrogatorio di Valerio Fioravanti del 19 febbraio 1981)
Un movimento aperto, quindi e nel quale transitarono diversi militanti provenienti dalla galassia dell'estrema destra tanto che, la sentenza del processo a loro carico, riconobbe condanne per ben 56 imputati tra componenti e fiancheggiatori.
Durante i quattro anni di attività i NAR furono ritenuti responsabili di 33 omicidi, oltre che della morte di 85 persone cadute nella strage alla stazione di Bologna, del 2 agosto 1980, per la quale furono condannati (ma rispetto alla quale si sono sempre professati innocenti) come esecutori materiali con sentenza definitiva, Giuseppe Valerio Fioravanti, Francesca Mambro e Luigi Ciavardini.
Da tempo il Partito Radicale e numerosi esponenti politici di estrazione trasversale richiedono l'apertura del processo, a causa delle molte incongruenze registrate e della scarsa attendibilità di alcuni testimoni, alcuni dei quali pluricondannati per reati gravissimi come Massimo Sparti e Angelo Izzo, quest'ultimo autore del massacro del Circeo.

### Le altre sigle
Altre sigle attive nell'area dell'eversione di destra furono il Fronte Nazionale Rivoluzionario del terrorista Mario Tuti, attivo soprattutto in Toscana dal 1972 al 1975; il Movimento di Azione Rivoluzionaria fondato da Carlo Fumagalli e Gaetano Orlando nel 1962, ma attivo in Lombardia soprattutto tra il 1970 e il 1974 e responsabile di alcuni attentati esplosivi contro tralicci ENEL in Valtellina ed alla Pirelli di Milano in cui perse la vita l'operaio Gianfranco Carminati; le Squadre d'Azione Mussolini, movimento nato nel 1969 e attivo soprattutto in Lombardia fino al 1974 con un'ottantina di attentati dinamitardi; il gruppo La Fenice, fondato nel 1971 da Giancarlo Rognoni, Nico Azzi, Mauro Marzorati e Francesco De Min: molto vicini ad ON e condannati per l'attentato al treno Torino-Roma del 7 aprile 1973. Transitato nei vari processi sulla strage di piazza Fontana, il 3 maggio 2005, la corte di cassazione di Milano assolse Rognoni per non aver commesso il fatto.; Terza Posizione, attiva soprattutto a Roma dal 1976 fino al 1980 e guidato da Gabriele Adinolfi, Giuseppe Dimitri e Roberto Fiore poteva contare su alcune migliaia di militanti divisi in una sorta di un doppio livello, uno più politico ed alla luce del sole, ed un secondo più occulto e strettamente militare, con a capo Dimitri. Nel settembre del 1980, nell'ambito delle indagini sulla strage alla stazione di Bologna del 2 agosto precedente, una quarantina di suoi componenti furono oggetto di mandato di cattura per reati associativi e costrinsero Fiore ed Adinolfi alla fuga nel Regno Unito e a lasciare l'organizzazione nelle mani di Giorgio Vale il Movimento Rivoluzionario Popolare, formatosi nel 1979 da attivisti riconducibili all'area di Costruiamo l'azione, con a capo Paolo Aleandri e Marcello Iannilli e protagonisti di una campagna di attentati dinamitardi nella primavera del 1979: il 20 aprile con una carica esplosiva posizionata all'ingresso della sala consiliare del Campidoglio, il 15 maggio con 55 chili di dinamite fatti esplodere nei pressi del carcere di Regina Coeli, il 4 maggio con un'altra carica di esplosivo deflagrata nei pressi del Ministero degli esteri ed infine il 20 maggio con un'auto imbottita di esplosivo nei pressi del CSM; la Rosa dei venti, struttura autonoma di Gladio, sotto il diretto controllo del SID e in concerto con i vertici delle forze armate e dell'Arma dei carabinieri (tutti favorevoli ad una svolta autoritaria) e il cui nome venne legato al tentato colpo di Stato di Borghese. L'esistenza dell'organizzazione fu portata alla luce da un'inchiesta dell'ottobre 1974 della magistratura di Padova.

### Episodi più rilevanti
Le inchieste che negli anni seguiranno le vicende di questi movimenti porteranno alla luce come una parte dell'eversione neofascista, attraverso la strategia della tensione, individuò nello stragismo delle bombe sui treni, nelle piazze e negli edifici pubblici, lo strumento attraverso cui segnare col sangue la propria presenza e cercare di abbattere lo Stato democratico in favore di una svolta autoritaria, intendendo così mutare «la formula politica che per un venticinquennio ci ha governato.»
Anche se, per alcuni di questi attentati, la magistratura non riuscì ad emettere condanne definitive e a rintracciare mandanti od esecutori degli stessi nei vari gradi di giudizio, nel periodo che va dal 1969 (individuato come data di inizio degli anni di piombo) fino al 1984 (anno della strage del Rapido 904, l'ultima con finalità di destabilizzazione eversiva), gli episodi più rilevanti accostati ad una matrice di destra furono:
- Bombe del 25 aprile 1969: una serie di bombe ad alto potenziale esplodono alla Fiera ed alla stazione centrale di Milano, provocando una ventina di feriti.[35]
- Attentati ai treni dell'estate 1969: otto bombe rudimentali esplodono su altrettanti treni in diverse località d'Italia, tra l'8 ed il 9 agosto, provocando 12 feriti.[35] Per questi attentati e per quelli dell'aprile 1969, Franco Freda e Giovanni Ventura verranno condannati con sentenza definitiva a 15 anni di reclusione. Nel processo venne altresì accertato che quegli stessi attentati facessero parte di un unico piano eversivo che doveva portare fino alla strage di Piazza Fontana.[36]
- Strage di Piazza Fontana: il 12 dicembre 1969 una bomba esplode nella sede della Banca Nazionale dell'Agricoltura in piazza Fontana a Milano uccidendo 17 persone e ferendone altre ottantotto.[37] Il 3 maggio 2005, dopo una lunga vicenda giudiziaria durata oltre 35 anni, la corte di cassazione conferma le assoluzioni di Carlo Maria Maggi, Giancarlo Rognoni e Delfo Zorzi. Conferma però anche che l'eccidio fu organizzato da «un gruppo eversivo costituito a Padova nell'alveo di Ordine nuovo» e «capitanato da Franco Freda e Giovanni Ventura» non più processabili perché assolti per questo reato con sentenza passata in giudicato. La strage resta quindi tuttora impunita. Il collaboratore di giustizia Carlo Digilio, che confessò la sua partecipazione, fu condannato in primo grado e non fece ricorso, ma la pena era ormai prescritta grazie ai benefici di legge.[37]
- Strage di Gioia Tauro: il 22 luglio 1970, una carica di tritolo fa saltare un tratto di binario a poche centinaia di metri dalla stazione di Gioia Tauro provocando il deragliamento del Treno del Sole (Palermo-Torino) e provocando la morte di sei persone e 139 feriti.[38]
- Golpe Borghese: la notte tra il 7 e l'8 dicembre 1970 un tentativo di colpo di Stato organizzato dal principe Junio Valerio Borghese ed il suo Fronte Nazionale, in stretto rapporto con membri di Avanguardia Nazionale, vertici militari e dei servizi segreti, venne bloccato all'ultimo momento per ordine dello stesso Borghese e in circostanze mai chiarite.[38]
- Strage di Peteano: il 31 maggio 1972 a Peteano di Sagrado a causa di una telefonata anonima pattuglia di carabinieri viene chiamata a controllare un'auto sospetta che poi risulterà imbottita di esplosivo T4, in dotazione alla NATO. Quando il veicolo esplode, provoca la morte di tre agenti ed il ferimento di altri. Reo confesso della strage è Vincenzo Vinciguerra, allora membro di Ordine Nuovo e condannato all'ergastolo.[39]
- Strage di Piazza della Loggia: il 28 maggio 1974, una bomba nascosta in un cestino portarifiuti, esplode in piazza della Loggia a Brescia, mentre è in corso una manifestazione sindacale, provocando otto morti e 103 feriti. Nei vari procedimenti giudiziari è stato continuamente ipotizzato il coinvolgimento di rami dei servizi segreti, di apparati deviati dello Stato e di manovalanza neofascista. Dopo decenni di processi e indagini, il 16 novembre 2010, la corte d'assise di Brescia ha assolto, per non aver commesso il fatto, tutti gli imputati: gli ordinovisti Carlo Maria Maggi e Delfo Zorzi, l'ex generale Francesco Delfino, il politico Pino Rauti e l'ex collaboratore del SID Maurizio Tramonte, lasciando così la strage impunita.[40] La corte di cassazione nel 2014 ha confermato l'assoluzione di Zorzi, ma ha annullato quella nei confronti di Maggi e Tramonte, per cui verrà istruito un nuovo processo. La posizione di Rauti è stata dichiarata estinta, dato il decesso sopraggiunto dell'imputato.[41]
- Strage dell'Italicus: il 4 agosto 1974 una bomba ad alto potenziale posizionata sul treno Italicus esplode all'altezza di San Benedetto Val di Sambro, in provincia di Bologna, provocando 12 morti e 48 feriti. L'attentato venne inizialmente rivendicato da Ordine Nero: «Abbiamo voluto dimostrare alla nazione che siamo in grado di mettere le bombe dove vogliamo, in qualsiasi ora, in qualsiasi luogo, dove e come ci pare.»[42] Sebbene il processo si concluse con l'assoluzione degli imputati Mario Tuti e Luciano Franci, nella sentenza del tribunale di Bologna che giudicò i neofascisti implicati nella strage, venne scritto come la P2 svolse un'opera di istigazione agli attentati e di finanziamento nei confronti della destra extraparlamentare toscana.[43][44]
- Strage alla stazione di Bologna: il 2 agosto 1980 l'esplosione di una bomba posizionata nella sala d'aspetto di seconda classe della stazione bolognese provoca 85 morti e 200 feriti. Condannati, come esecutori materiali, con sentenza definitiva del 23 novembre 1995 i componenti dei NAR Giuseppe Valerio Fioravanti, Francesca Mambro e Luigi Ciavardini. Condannati per il depistaggio delle indagini, i massoni Licio Gelli, Francesco Pazienza e i due ufficiali del servizio segreto militare, il generale Pietro Musumeci ed il colonnello dei carabinieri Giuseppe Belmonte, entrambi iscritti alla loggia massonica P2.[45][46]